# Trochocyathus maculatus
Trochocyathus maculatus är en korallart som beskrevs av Stephen D. Cairns 1995. Trochocyathus maculatus ingår i släktet Trochocyathus och familjen Caryophylliidae. Inga underarter finns listade i Catalogue of Life.